# Nowy Staw (Ostrów Wielkopolski)
Nowy Staw (Nowystaw, niem. Neuteich) – część Ostrowa Wielkopolskiego obejmująca tereny przy jego północnej granicy.

## Historia
Początkowo była to leśniczówka, później Wojciech Lipski założył tu folwark należący od początku XX wieku do majątku Karski. 
Leśniczówka Nowy Staw stanowiła w czasie okupacji niemieckiej konspiracyjny lokal ZWZ/AK. Służyła m.in. przechowywaniu zbiegów lub kurierów.
Obszar osady został przyłączony do Ostrowa Wielkopolskiego w roku 1979.

## Charakterystyka
Osada liczy zaledwie kilku stałych mieszkańców. Daje nazwę leśnictwu, do którego należy Las Piaski. Stanowi środkową część Piasków-Szczygliczki. Znajduje się tu baza ostrowskiej kolejki wąskotorowej, amfiteatr, tartak, Skansen Pszczelarski im. Marty i Edwarda Pawlaków. Nad zalewem Piaski-Szczygliczka plaża. Na północnych peryferiach przy al. Siwego Sokoła stanica harcerska Zielona Polana oraz przeniesione z Karsek pole paintballowe.

## Turystyka
Przez Nowy Staw przechodzą dwa szlaki turystyczne:
- pieszy: Ostrów – Nowy Staw – Stary Staw – Lewków
- rowerowy: Piaski – Nowy Staw – Szczygliczka – Raszków